# Lufingen
Lufingen je obec v kantonu Curych ve Švýcarsku. Žije zde  obyvatel.

## Geografie
Lufingen leží mezi údolími Glatttal a Tösstal v oblasti zvané Zürich Unterland. K obci Lufingen patří také vesnice Augwil. Zemědělství tvoří 42,1 % rozlohy obce, 37,6 % tvoří lesy, 3,7 % je využíváno pro dopravu, 16,4 % tvoří osídlené plochy a 0,2 % tvoří vodní plochy (stav k roku 2018).
Sousedními obcemi jsou Embrach, Oberembrach, Kloten a Winkel.

## Historie

Letecký pohled (1959)

První zmínka o obci pochází z roku 1150 pod názvem Noelistorf. Ve středověku patřil Lufingen k vrchnostenskému dvoru kyburského panství a v letech 1424 a 1452 s ním připadl Curychu. Ve 13. a 14. století patřil nižší dvůr kybursko-habsburským pánům z Wagenbergu. V roce 1451 přešel do vlastnictví kláštera St. Blasien. V roce 1647 zabránil kyburský rychtář Johann Heinrich Waser jeho převzetí Winterthurem. Až do jeho prodeje Curychu v roce 1765 drželi soudní pravomoc nad Lufingenem Waserové (stavba „zámku“ v roce 1663) a Brämové (od roku 1697). Kolaturu kostela svaté Markéty, poprvé zmiňovaného v roce 1157, držel klášter svatého Blasiena, po roce 1647 příslušný pán panství a od roku 1765 Curych. V Embrachu sídlil farář až do přestavby hradu na faru v letech 1812–1815. Současná loď kostela pochází z roku 1842. V době Staré švýcarské konfederace patřil Lufingen k úřadu Embrach kyburského panství. Od roku 1798 tvořil politickou obec, do roku 1803 nejprve v helvétském okrese Bassersdorf, v letech 1803–1814 a 1831 v okrese Bülach a v letech 1814–1831 v okrese Embrach. Od roku 1831 je samostatnou obcí v okrese Bülach.

## Obyvatelstvo
| Rok            | 1634 | 1836 | 1850 | 1900 | 1950 | 2000 | 2005 | 2010 | 2015 | 2020 | 2022 |
| Počet obyvatel | 148  | 262  | 259  | 332  | 343  | 1159 | 1472 | 1756 | 2066 | 2561 | 2763 |

### Náboženství
Lufingen se nachází v převážně reformovaném kantonu Curych (24,5 % oproti 22,9 % římskokatolického obyvatelstva), římskokatolické obyvatelstvo v obci je proto méně početné, než protestantsky reformované. V roce 2022 se k evangelické reformované církvi hlásilo 26,2 % obyvatel, k římskokatolické 22,5 % a 51,3 % obyvatel mělo jinou nebo žádnou konfesní příslušnost.

## Hospodářství
Výroba domácí příze zaměstnávala v roce 1787 třetinu obyvatel. Navzdory rozšíření silnice Kloten–Embrach (1841–1845) se v 19. století v Lufingenu neusadil žádný nový průmysl. Nejvýznamnějšími podniky zůstaly mlýn ze středověku a dvě cihelny, které se ve 20. století rozvinuly ve velkou cihelnu. V roce 1933 byla obec napojena na autobusovou linku Kloten–Rorbas. Výstavba rodinných domů, která začala v 60. letech 20. století, vedla k silnému růstu Augwilu, zatímco Lufingen stagnoval.

## Doprava
Lufingen se nachází na místní silnici, spojující Embrach a Kloten. Nejbližší železniční stanice se nachází v Klotenu.